# Maratowunos
Maratowunos (gr. Μαραθόβουνος, tur. Ulukışla) – wieś na Cyprze, w dystrykcie Famagusta. Położona jest na terenie republiki Cypru Północnego.